# Accacidia spinata
Accacidia spinata är en insektsart som beskrevs av Dlabola 1979. Accacidia spinata ingår i släktet Accacidia och familjen dvärgstritar. Inga underarter finns listade i Catalogue of Life.